# Kamsé-Peulh
Pour les articles homonymes, voir Kamsé.
Ne doit pas être confondu avec Kamsé (Barsalogho).
Kamsé-Peulh est une localité située dans le département de Barsalogho de la province du Sanmatenga dans la région Centre-Nord au Burkina Faso.

## Géographie
Kamsé-Peulh se situe sur la rive gauche du lac de Basma, à 3 km au nord de ce village, à environ 17 km au sud de Barsalogho, le chef-lieu du département, et à environ 25 km au nord de Kaya.

## Économie
L'économie de Kamsé-Peulh repose essentiellement sur l'agro-pastoralisme permis le lac de retenue du barrage de Basma ainsi que le commerce, grâce à la présence d'un important marché local permettant les échanges commerciaux.

## Éducation et santé
Le centre de soins le plus proche de Kamsé-Peulh est le centre de santé et de promotion sociale (CSPS) de Basma tandis que le centre hospitalier régional (CHR) se trouve à Kaya.
Le village possède un centre d'alphabétisation.